# Amt Lindau

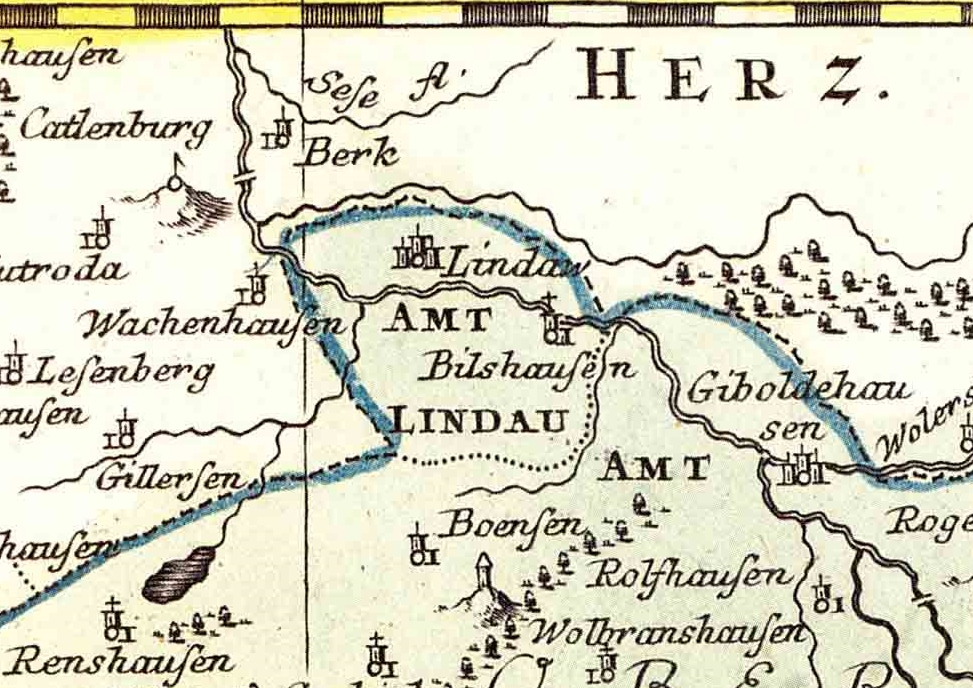
Das Amt Lindau auf einer Karte im Jahr 1759

Das Amt Lindau war ein historisches Verwaltungsgebiet der Bischöfe von Hildesheim und später der kurmainzischen Erzbischöfe in Lindau im Untereichsfeld.

## Geschichte

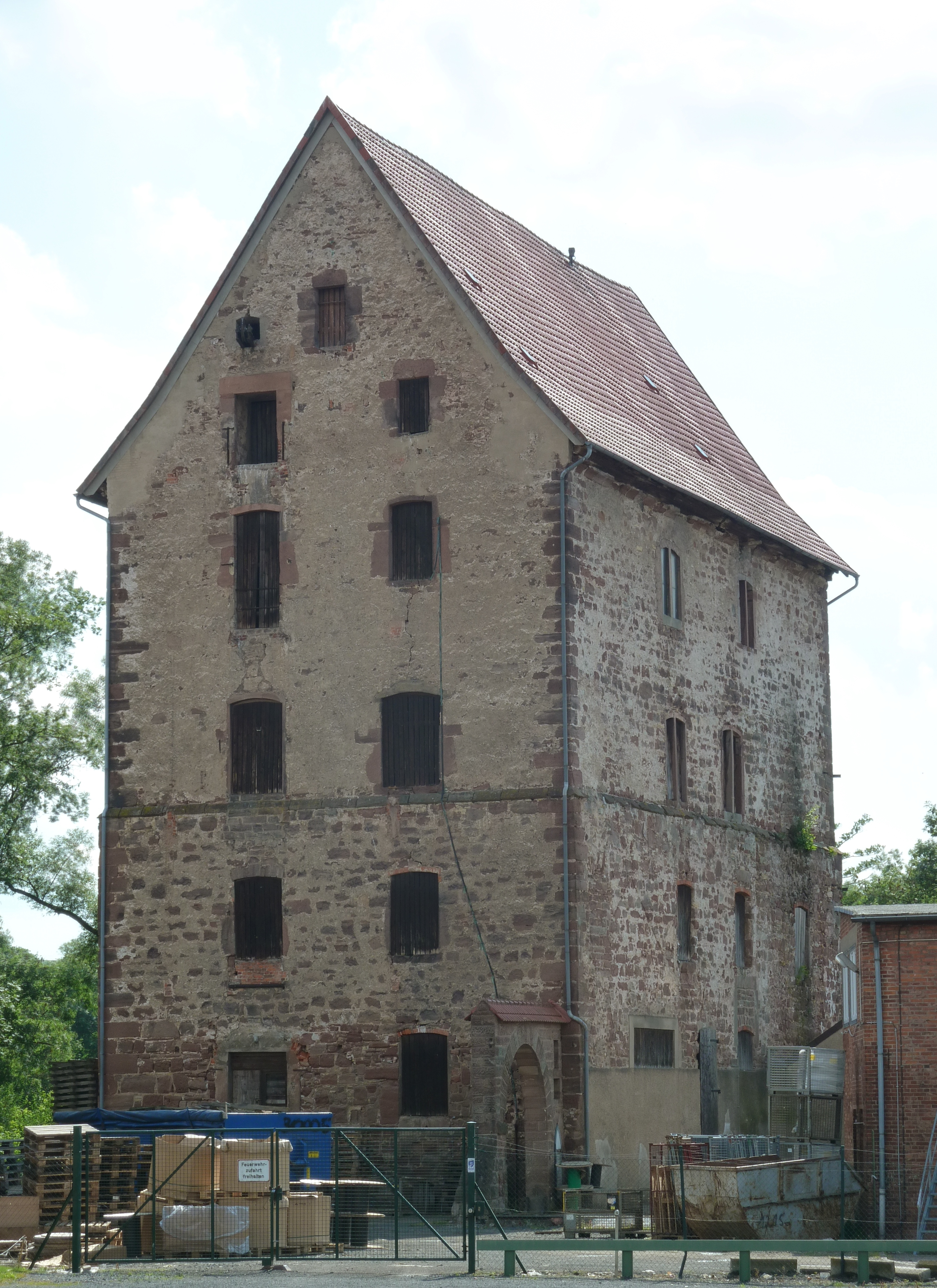
Mushaus

Das Amt entstand aus dem mittelalterlichen Burgbezirk der Burg Lindau. Besitzer waren zunächst die Herren von Plesse, die Herzöge von Braunschweig und zu einem geringen Teil die Herren von Rume. Der Bischof Otto von Hildesheim erwarb 1322 einen Teil der Burg und errichtete die neue Burg Lindau, von der heute noch das Mushaus erhalten ist. Die Bischöfe von Hildesheim erwerben danach die weiteren Anteile der Burg. Von dieser Zeit an wird auch von dem Amt Lindau gesprochen. Zum Amt gehörten die Orte Lindau, Berka, Krebeck und Renshausen sowie heute nicht mehr existierende Orte.
Die neuen Besitzer verpfändeten ihrerseits Burg und Amt an die Herren von Hardenberg, Rosdorf, Freden, Bortfeld, Leuthorst und Bodenhausen. 1434 wird eine Halbschied an die Kurfürsten von Mainz veräußert. Durch einen Vertrag zwischen den Bischöfen von Hildesheim und den Kurfürsten komm 1521 auch die andere Hälfte an Kurmainz. Diese setzten Heinrich und Kaspar von Hardenberg als Pfandinhaber ein. In den Jahren nach 1562 und 1606 kommt es zwischen den Bischöfen von Hildesheim und Mainz zu Streitigkeiten wegen der Besitzverhältnisse. Bis 1802 verbleibt das Amt im Besitz von Kurmainz, wobei nur noch die Orte Lindau und Bilshausen im Amt verblieben. Die Amtsverwaltung befand sich bis 1741 im sogenannten Mushaus, danach in einem neu errichteten barocken Amtshaus, welches 1974 abgerissen wurde.

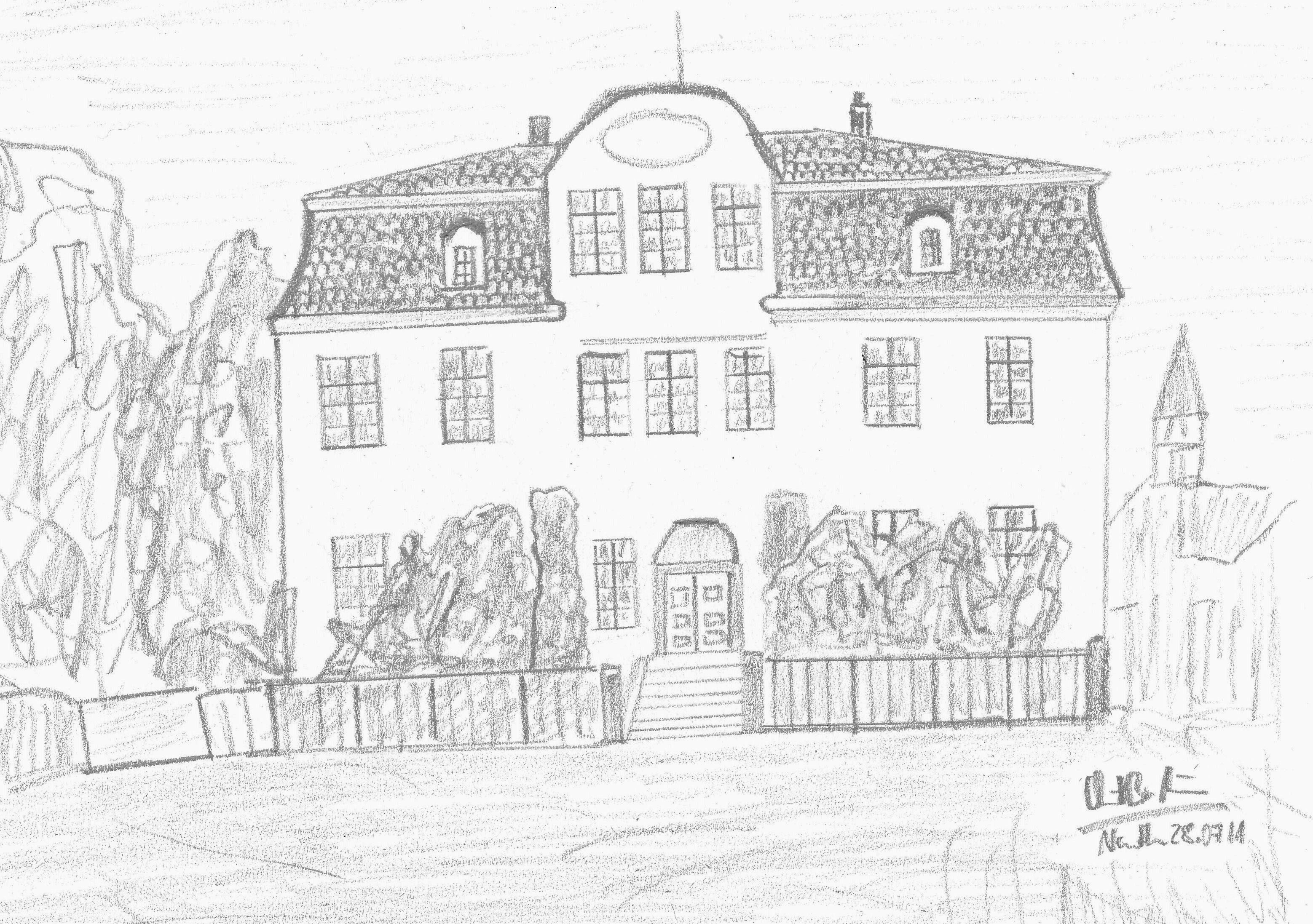
Moderne Zeichnung des Amtshauses

Während der französisch-westphälischen Besetzung war Lindau als einziger Ort des Eichsfeldes dem Distrikt Osterode innerhalb des Departement des Harzes zugeordnet. Innerhalb des Distriktes stellte Lindau mit Wulften, Berka, Hattorf und Dorste den Kanton Lindau dar.
Nachdem Lindau zum Königreich Hannover gekommen war, wurde das alte Amt Lindau nicht wiederhergestellt, stattdessen ein Amt Gieboldehausen-Lindau. 1832 entstand aus dem Teil des Amts Lindau und dem Amt Katlenburg das Amt Katlenburg-Lindau innerhalb der Landdrostei Hildesheim.
Das 1852 geschaffene Amtsgericht Lindau wurde schließlich 1859 wieder aufgelöst.

## Amtleute auf Burg Lindau
Burg und Schloss Lindau hatte zeitweise mehrere Besitzer gleichzeitig, die aber selbst nicht in Lindau wohnten. Sie setzten ihrerseits für die Vogtei und das spätere Amt Burgherren ein. Eine genaue Zuordnung der einzelnen Burgherren zu den Lehnsherren ist nicht immer sicher möglich.

### Amtleute der Herzöge von Braunschweig
Amtleute auf der Burg Lindau und dem Gericht Berka waren:
- 1337 Gottschalk von Plesse und Heinrich von Hardenberg[3]

### Burgherren der neuen Burg Lindau
Folgende Burgherren der neuen Burg sind in Lindau nachgewiesen:
- 1322 Ludolf von Wedeheim und Burkhard von Wittenstein
- 1338 Conrad von Rosdorf, Jan von Hardenberg
- nachher die von Tastungen, von Bortfeld
- ein Burglehen derer von Revenfloh 1383 an Albrecht von Leuthorst
- ein Burglehen hinterm Mußhause an die Herren von Uslar und von diesen 1453 an Heinrich von Bodenhausen
- ab 1437 Otto V. von Plesse (mainzische Amtmann)
- etwa 1530 Heinrich und Caspar von Hardenberg[5]
- etwa 1577 Dietrich und Heinrich von Hardenberg

Der Mainzer Erzbischof setzte 1437 Otto V. von Plesse als Amtmann ein und erteilte ihm einen Auftrag das Amt mit einer Landwehr und Warttürmen zu schützen. Eine Landwehr reichte von der Rhume bei Bilshausen bis zum Höherberg und weiter westlich von der Wüstung Worterode bis Groß Thiershausen. Warttürme sind auf dem Höherberg und auf dem Langer Berg bei Worterode bekannt. Reste der Landwehr sind nördlich am Höherberg und zwischen dem Langer Berg und Thiershausen bekannt.

### Kurmainzer Amtsvögte in Lindau
Auf Grund der Grenzlage zu den braunschweigischen Gebieten gehörten zum kurmainzischen Amt Lindau nur die Orte Lindau und Bilshausen. Das kurmainzische Amt setzte sich mehrheitlich aus folgenden Personen zusammen: dem Amtsvogt, dem Amtsrichter, dem Amtsaktuar, dem Amtsschreiber und dem Amtspedell. Folgende Amtsvögte sind bekannt:
- 1500 Johann von Minnigerode[7]
- 1545–1549 Kaspar von Hardenberg[7]
- 1549–1579 Nikolaus von Leuthorst[7]
- 1589 Hans Voss[7]
- 1613 Heinrich Hidessen[8]
- 1617–1635 Johannes Grobecker[7]
- 1656–1685 Jodocus Adrian Schott[7]
- 1685–1722 Johann Andreas Schott[7]
- 1748–1756 Georg Karl Klinckhardt[7]
- 1791 Heinrich Schuchardt[7]

### Königlich Hannoversche Amtmänner in Lindau
Amt Gieboldehausen-Lindau:
- um 1818–1831 Christoph Kolligs (1781–17. Jan. 1854), Amtmann in Gieboldehausen und Lindau, dann 1832–1852 Ober-Amtmann in Gieboldehausen
- vor 1826–1831 Eberhard Quensell, Amtmann in Lindau[9]

Amt Catlenburg-Lindau:
- 1832–1839 Eberhard Quensell († 3. Jan. 1839), Amtmann des Amts Catlenburg-Lindau in Lindau
- 1840–1850 Johann Karl Christian Hasenbalg, Amtmann
- 1851 (kommissarisch) Jacob Eberhard Rudolph Leonhart, Amts-Assessor

Amt Lindau:
- 1852–1856 Georg August Rudolph von Bothmer († 2. Feb. 1856), Amtmann
- 1856–1859 Carl Franz August Meyer, Amtmann[10]